# Префектура Нагасаки
Нагасаки (Јапански:長崎県; Nagasaki-ken) је префектура у Јапану која се налази на острву Кјушу. Главни град је Нагасаки.